# Bettina Ehrlich
Bettina Ehrlich, właściwie Bettina Bauer-Ehrlich, pseudonim Bettina (ur. 19 marca 1903 w Wiedniu, zm. 10 października 1985 w Londynie) – austriacka malarka żydowskiego pochodzenia, ilustratorka i autorka książek dla dzieci i młodzieży. 

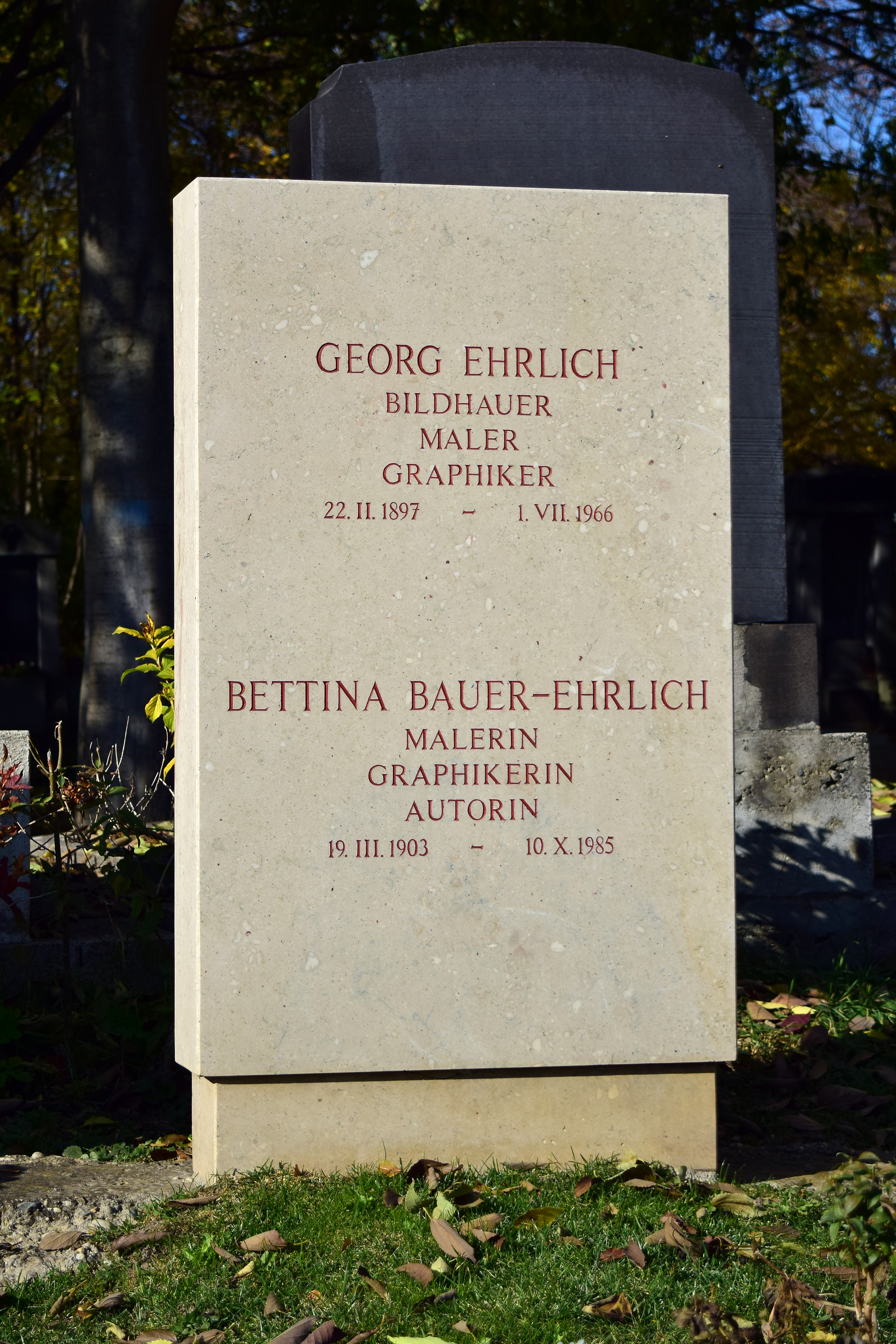
Grób Georga i Bettiny Ehrlichów, Wiedeń

## Życiorys
Urodziła się w 1903 r. w Wiedniu. Ojciec, Eugen Bauer (1869 - 1915), był dyrektorem austriackiej spółki górniczej. Matka, Lily Siegfriede Pavovich Bauer, z dom  Mauthner (1879 - 1968), była malarką. W latach 1920–1923 Bettina studiowała w szkole rzemiosła artystycznego Kunstgewerbeschule w Wiedniu. W latach 1925-1926 uczyła się technik graficznych, akwaforty i litografii, w drukarni w Berlinie. W 1927 r. napisała i zilustrowała pierwsze drukowane ręcznie książki dla dzieci. W latach 1928-1929 pracowała w Paryżu.  
27 listopada 1930 r. poślubiła rzeźbiarza Georga Ehrlicha. W latach 1931-1938 artystka prowadziła własną pracownię tekstyliów. W latach 1928–1936 Bettina Bauer-Ehrlich wystawiała swoje prace w Secesji Wiedeńskiej, Wiener Frauenkunst i Hagenbundzie. W latach 1935-1938 była członkinią Hagenbundu.   
Po anszlusie w 1938 r., gdy przebywanie w Austrii stało się zbyt niebezpieczne, postanowiła wyemigrować do Anglii, gdzie właśnie przebywała jej mąż. Bettina dołączyła do niego w lipcu 1938 r., przywożąc wiele jego prac. Prawie wszystkie swoje dzieła pozostawiła w Wiedniu. 
W Wielkiej Brytanii zaangażowała się w działalność emigracyjnej organizacji Free Austrian Movement (Freie Österreichische Bewegung). W 1943 r. napisała i zilustrowała Poo-Tsee, the Water Tortoise, pierwszą książkę, w języku angielskim. Wydała ją pod pseudonimem Bettina. W 1947 r. Bettina Bauer-Ehrlich otrzymała obywatelstwo brytyjskie. Austrię odwiedziła tylko raz, w 1964 r.  Zmarła w Londynie 10 października 1985 r.

## Wybrana twórczość
- Poo-Tsee, the Water-Tortoise, 1943
- Show Me Yours: A Little Paintbook, 1943
- Carmello, 1945
- Cocolo, 1945
- Cocolo Comes to America, 1949
- Cocolo's Home, 1950
- Castle in the Sand, 1951
- A Horse for the Island, 1952
- Piccolo, 1954
- The Swans of Ballycastle, 1954
- Angelo and Rosaline, 1957
- Pantaloni, 1957
- Trovato, 1959
- For the Leg of a Chicken, 1960
- Paolo and Panetto, 1960
- Dolls, 1962
- Francesco and Francesca, 1962
- Of Uncles and Aunts, 1963
- The Goat Boy, 1965
- Sardines and the Angel, 1967
- Neretto, 1969